# SN 1997bu
SN 1997bu – supernowa odkryta 3 kwietnia 1997 roku w galaktyce A100609-0716. W momencie odkrycia miała maksymalną jasność 23,00m.